# Alfabeto paleohebreo
El alfabeto paleohebreo es una rama del alfabeto semítico antiguo abyad y relacionado cercanamente al alfabeto fenicio. Se remonta al siglo X a. C. o antes. Fue empleada como escritura del idioma hebreo por los israelitas, quienes más tarde se dividirían en los judíos y samaritanos.
Los judíos reemplazaron el alfabeto paleohebreo por el hebreo cuadrado.
Los samaritanos, que ahora suman menos de mil personas, siguen utilizando un derivado del alfabeto paleohebreo, conocido como el alfabeto samaritano.

## Letras
| Letra hebrea | Letra paleohebrea | Nombre en español |
| ------------ | ----------------- | ----------------- |
| א            | ’Á·lef            | ’Á·lef            |
| ב            | Behth             | Beth              |
| ג            | Guí·mel           | Guí·mel           |
| ד            | Dá·leth           | Dá·leth           |
| ה            | He’               | He’               |
| ו            | Waw               | Waw               |
| ז            | Zá·yin            | Zá·yin            |
| ח            | Jehth             | Jehth             |
| ט            | Tehth             | Tehth             |
| י            | Yohdh             | Yohdh             |
| כ/ך          | Kaf               | Kaf               |
| ל            | Lá·medh           | Lámed             |
| מ/ם          | Mem               | Mem               |
| נ/ן          | Nun               | Nun               |
| ס            | Sá·mekj           | Sá·mekj           |
| ע            | ‛Á·yin            | ‛Á·yin            |
| פ/ף          | Pe’               | Pe’               |
| צ/ץ          | Tsa·dhéh          | Tsa·dhéh          |
| ק            | Qohf              | Qohf              |
| ר            | Rehsch            | Rehsch            |
| ש            | Schin             | Schin             |
| ת            | Taw               | Taw               |

## Origen

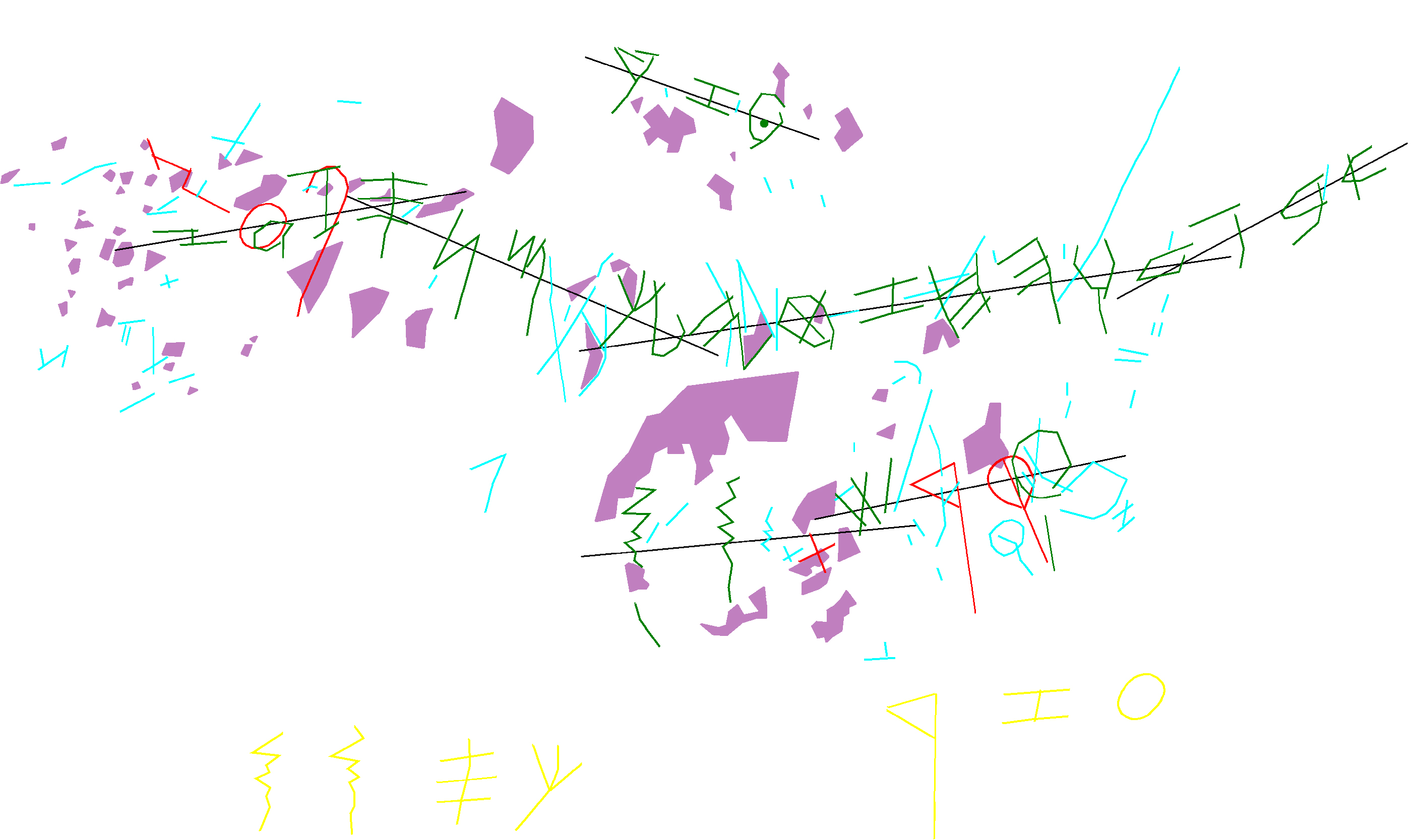
Trazos de la inscripción de la Piedra de Zayit.

La inscripción más antigua que se conoce del alfabeto paleohebreo fue descubierta en la piedra de la pared en Tel Zayit, en el Valle Beth Guvrin en las tierras bajas de la antigua Judea. Las 22 letras fueron talladas en un lado de la piedra de 38 lb (17 kg). La siguiente sería el calendario de Gézer fechado a finales del siglo X a. C. La escritura del calendario Gézer tiene gran parecido a las semejantes inscripciones fenicias contemporáneos de Biblos. Son visibles claras características hebreas en la escritura de las inscripciones moabitas de la Estela Mesa. Las inscripciones hebreas del siglo VIII presentan muchos rasgos específicos y exclusivos, lo que lleva a la conclusión de los eruditos modernos de que ya en el siglo X a. C. el alfabeto paleohebreo ya se utilizaba por amplios círculos de escribas. A pesar de que solo se han encontrado unas cuantas inscripciones hebreas del siglo X, la cantidad de material epigráfico a partir del siglo VIII muestra la extensión gradual de la alfabetización entre la gente del Reino de Israel y el Reino de Judá.
En 1855 se encontró una inscripción fenicia de veintidós líneas entre las ruinas de Sidón. Cada línea contenía cerca de cuarenta o cincuenta caracteres. Se publicó una copia facsímile de la escritura en la United States Magazine (Revista de Estados Unidos) en julio de 1855. La inscripción estaba en la tapa de una piedra grande, sarcófago tallada en un estilo egipcio muy fino. La escritura era sobre todo una historia genealógica de un rey de Sidón enterrado en el sarcófago. Estaba en idioma hebreo a excepción de unas pocas palabras.

## Desarrollo posterior
La escritura hebrea independiente evolucionó desarrollando numerosas características cursivas, las características lapidarias del alfabeto fenicio comenzaron a ser cada vez menos pronunciadas con el paso del tiempo.

## Disminución del uso

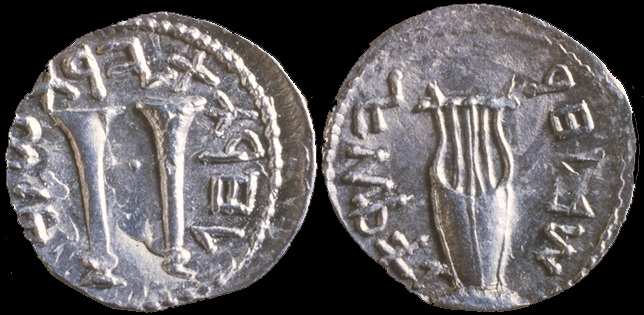
Moneda de la Revuelta de Bar Kokhba Revolt en la que se muestra el alfabeto paleohebreo

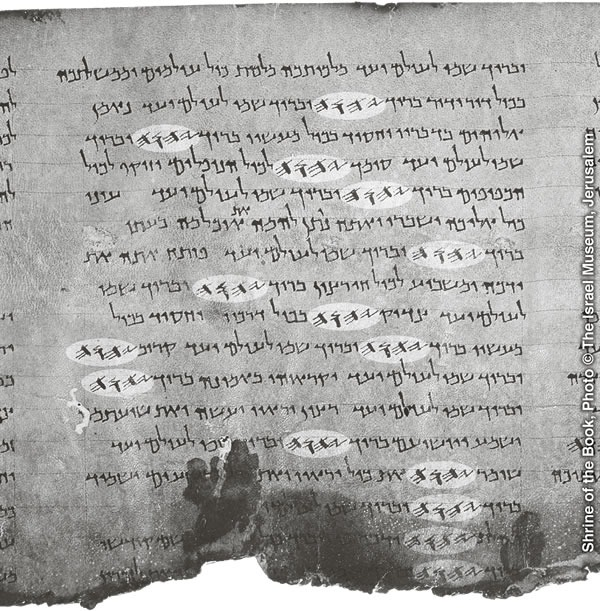
El Tetragrámaton en alfabeto paleohebreo (aparece) varias veces en los Rollos del Mar Muerto (extracto de los salmos que datan de la primera mitad del). El texto está en el estilo de las letras hebreas de uso común después del exilio babilónico, pero el Tetragrámaton aparece repetidamente en alfabeto paleohebreo

El tetragrámaton en alfabeto paleohebreo (1100 a. C. a 300 d. C.), usado antes del exilio babilónico

Después de la captura de Babilonia de Judea, cuando la mayoría de los nobles fueron llevados al exilio, el alfabeto paleohebreo continuó siendo utilizado por las personas que se quedaron. Un ejemplo de tales escritos son el tarro siglo VI a. C. de Gabaón, en la que los nombres de los viticultores se inscribieron. A partir del siglo V a. C. en adelante, cuando el idioma arameo y la escritura se introdujo en un medio de la comunicación oficial, el alfabeto paleohebreo fue preservado principalmente para escribir el Tanaj por un grupo de escribas eruditos. Algunos fragmentos paleohebreos de la Torá fueron encontrados entre los Rollos del Mar Muerto en los manuscritos: 4Q12, 6Q1: Génesis. 4Q22: Éxodo. 1Q3, 2Q5, 4T11, 4Q45, 4Q46, 6Q2: Levítico. La gran mayoría de las monedas asmoneas, así como las monedas de la primera guerra judeo-romana y la revuelta de Bar Kojba, llevó al paleohebreo a ser leyenda. El alfabeto paleohebreo cayó completamente fuera de uso sólo después de 135 d. C.

## Uso del paleohebreo por los samaritanos
En algún momento en los últimos dos siglos a. C. el alfabeto samaritano comenzó a apartarse del judío. A diferencia de los judíos, los samaritanos han continuado utilizando esta escritura para la escritura de ambos textos hebreos y arameos hasta el día presente. Una comparación de las inscripciones samaritanas más antiguas, las medievales y los manuscritos modernos claramente indican que la escritura samaritana es una escritura estática que se utilizó principalmente para libros.

## De acuerdo con elTalmud de Babilonia
Los sabios del Talmud no compartían una postura uniforme sobre el tema del paleohebreo. Algunos afirmaron que el paleohebreo fue el guion original utilizado por los israelitas en la época del Éxodo, mientras que otros creían que paleohebreo simplemente sirvió como un recurso provisional, en un momento en que el guion original (la escritura asiria) se perdió. De acuerdo con ambas opiniones, Esdras el Escriba (c. 500 a. C.) introdujo o reintrodujo la escritura asiria para ser utilizado como el alfabeto primario para el idioma hebreo. Los argumentos dados para ambas opiniones tienen sus raíces en la tradición judía escrita y/o la tradición oral.
Una tercera opinión en el Talmud afirma que el guion no cambió por completo. Parecería que el sabio que expresó esa opinión no creía que el paleohebreo alguna vez existió, a pesar de los sólidos argumentos que lo apoyan. Su posición se basa en un versículo bíblico, lo que hace referencia a la forma de la letra "vav". El sabio sostiene además que, dada la orden para copiar un rollo de la Torá directamente de otro, la secuencia de comandos no pudo concebiblemente haber sido modificado en ningún punto. Esta tercera opinión fue aceptada por los primeros eruditos judíos. Este argumento, sin embargo, también es débil porque se le permitió escribir la Torá al griego.

## Uso actual en las biblias con el nombre sagrado
La escritura en paleohebreo recientemente ha sido revivida para un uso específico en varias Biblias con el Nombre Sagrado: se incluye la Zikarown Say’fer, La Besorah y las Halleluyah Scriptures. Esas traducciones utilizan para ellas el Tetragrámaton y otros nombres divinos, incorporando esos nombres escritos en esta escritura en medio del texto inglés.